# Dölma Kyab
Dölma Kyab, pennaam Lobsang Kelsang Gyatso (Lhasa?, 1976) is een Tibetaans schrijver en leraar in de Tibetaanse Autonome Regio. In 2005 werd hij gearresteerd vanwege het in gevaar brengen van de staatsveiligheid. Door de ngo International Campaign for Tibet wordt hij beschouwd als een politiek gevangene.

## Opleiding
Na de basis- en middelbare school ging Dölma Kyab naar het trainingcentrum voor leraren in 1995 en gaf les aan een school in het arrondissement Qilian (Autonome Tibetaanse Prefectuur Haibei). Daarna ging hij voor studie naar de Universiteit van Peking, waar hij zijn master behaalde in 2002. In 2003 reisde hij naar India om Engels en Hindi te leren; hij was al vloeiend in Tibetaans, Chinees en Japans.

## Schrijver
Dölma Kyab ontwikkelde een commentaarschrift met de Chinese titel Sao dong de Ximalayshan (Himalaya in beroering). Het kent 57 hoofdstukken die werden geschreven over verschillende onderwerpen, zoals democratie, de soevereiniteit van Tibet, Tibet onder het communisme, kolonialisme en religie en geloof.
Daarnaast schreef hij aan een werk dat zich richtte op zijn groeiende ongerustheid over het milieu in Tibet en maakte hij melding van gevoelige onderwerpen zoals de geografische veranderingen die China in Tibet aanbracht en de locatie van verschillende Chinese militaire kampen in de Tibetaanse Autonome Regio.

## Gevangenneming
Op 9 maart 2005 werd hij gearresteerd in Lhasa op de middelbare school waar hij werkte als leraar geschiedenis en werd hij overgebracht naar de gevangenis van het regionale veiligheidsbureau Seitru (Tibetaanse naam). Hij werd aangeklaagd voor het in gevaar brengen van de staatsveiligheid (Chinees strafrecht, art. 110 en 111) en het stelen en doorgeven van staatsgeheimen. Op 16 september van hetzelfde jaar werd hij veroordeeld tot een gevangenisstraf van 10 jaar, door het Tussenliggende Volksgerecht in Lhasa. Een hoger beroep van zijn familie op 30 november 2005 slaagde niet. In Seitru liep hij tuberculose op en werd hij voor medische behandeling overgebracht naar de gevangenis Chushur dat zich in het landelijk gebied Chushur ten zuidwesten van Lhasa bevindt.
Er is geen officiële informatie over de aanklacht tegen hem, maar in een brief van hem die naar verluidt naar buiten is gesmokkeld, verbindt hij zijn veroordeling aan zijn nog niet verschenen boek. In deze brief roept hij op om hulp van de Mensenrechtencommissie van de Verenigde Naties.